# Лоскутов, Сергей Иванович
Сергей Иванович Лоскутов (11 июля 1901, Годуново, Наро-Фоминский городской округ — 1980, СССР) — советский фотограф и фотокорреспондент.

## Биография
Родился в 1901 году.
Был участником Гражданской войны в России. Член ВКП(б)/КПСС с 1919 года. С начала 1930-х годов работал фотожурналистом; был фотокорреспондентом и заведующим фотолабораторией агентства «Союзфото».
Военнослужащий РККА, в годы Великой Отечественной войны Лоскутов был фотокорреспондентом газеты «Красная звезда». Побывал на многих фронтах: Ленинградском, 2-м Белорусском, Северо-Западном, Украинском, Северо-Кавказском и других. Некоторое время находился в партизанских отрядах в тылу немецкой армии, принимал участие в боевых действиях, дважды был контужен. Снимал фотохронику взятия Красной армией многих городов: Орла, Курска, Харькова, Минска, Риги, Кенигсберга, Варшавы, Берлина. Имел воинское звание майора.
В послевоенные годы С. И. Лоскутов продолжал работать корреспондентом «Красной звезды». В 1948 году его работы экспонировались в Москве на Всесоюзной выставке «Великая Отечественная война в художественной фотографии». В 1972 году в Центральном Доме журналиста в Москве состоялась выставка работ фотографа, приуроченная к его 70-летию. В настоящее время его фотографические работы находятся в ряде музейных собраний, включая Московский дом фотографии, а также в частных коллекциях. Часть его работ находится в РГАКФД.
В 2001 году Правительство Москвы, Комитет по культуре, Управление по культуре Западного округа и Московский Дом фотографии организовали выставку военных фотографий, приуроченную к 60-летию битвы под Москвой. На ней были представлены работы Сергея Лоскутова.
С. И. Лоскутов стал первым фотокорреспондентом, награжденным орденом Красного Знамени (1942). Также был награждён орденом Отечественной войны II степени, орденом Знак Почёта и медалями, в числе которых «За боевые заслуги», «Партизану Отечественной войны» I степени, за оборону Ленинграда, Сталинграда и Кавказа.
Умер в 1980 году в Москве.